# 1337 Gerarda
1337 Gerarda eller 1934 RA1 är en asteroid i huvudbältet som upptäcktes den 9 september 1934 av den holländske astronomen Hendrik van Gent i Johannesburg. Den har fått sitt namn efter Gerarda Pels, fru till en av medarbetarna vid Leiden observatoriet.
Asteroiden har en diameter på ungefär 40 kilometer.